# 矢形町
矢形町（やかたちょう）は、愛知県瀬戸市山口連区の町名。丁番を持たない単独町名である。

## 地理
- 瀬戸市の南部に位置する[8]。西を大坂町、北を八幡台・八幡町、東を山口町、南を田中町・柳ケ坪町・池田町と隣接している[8]。
- かつて総合病院山口病院があった[8]が、老朽化にともない、2017年に緑町に新築移転している[9]。

### 河川
- 八幡川（矢田川（山口川）支流） ： 町の東端、山口町との町境を南流している。

- 八幡川（矢形町・山口町境）

### 学区
市立小・中学校に通う場合、学区は以下の通りとなる。また、公立高等学校に通う場合の学区は以下の通りとなる。
| 番・番地等 | 小学校               | 中学校             | 高等学校 |
| ---------- | -------------------- | ------------------ | -------- |
| 全域       | 瀬戸市立幡山東小学校 | 瀬戸市立幡山中学校 | 尾張学区 |

## 歴史

### 町名の由来
江戸時代には屋形（島）と記し、弘安年間に現在の本泉寺境内に山田泰親が築城した上菱野城（山口城）の別称である「屋形（館）の城」に由来する。

### 沿革
- 1981年（昭和56年）3月31日 - 瀬戸市大字山口字大坂・六反田の各一部により、同市矢形町として成立[2]。

## 世帯数と人口
2024年（令和6年）2月1日現在の世帯数と人口は以下の通りである。
| 町丁   | 世帯数  | 人口  |
| ------ | ------- | ----- |
| 矢形町 | 224世帯 | 404人 |

### 人口の変遷
国勢調査による人口の推移
| 1995年（平成7年）  | 407人 | [ 13 ] |  |
| 2000年（平成12年） | 433人 | [ 14 ] |  |
| 2005年（平成17年） | 516人 | [ 15 ] |  |
| 2010年（平成22年） | 545人 | [ 16 ] |  |
| 2015年（平成27年） | 582人 | [ 17 ] |  |
| 2020年（令和2年）  | 450人 | [ 18 ] |  |

### 世帯数の変遷
国勢調査による世帯数の推移。
| 1995年（平成7年）  | 220世帯 | [ 13 ] |  |
| 2000年（平成12年） | 212世帯 | [ 14 ] |  |
| 2005年（平成17年） | 193世帯 | [ 15 ] |  |
| 2010年（平成22年） | 237世帯 | [ 16 ] |  |
| 2015年（平成27年） | 253世帯 | [ 17 ] |  |
| 2020年（令和2年）  | 239世帯 | [ 18 ] |  |

## 交通

### 鉄道
町内に鉄道は走っていない。最寄り駅は愛知環状鉄道・愛知環状鉄道線山口駅になる。

### バス
瀬戸市コミュニティバス「上之山線」
- 瀬戸駅前 - 瀬戸口駅 - 山口駅 - サンヒル上之山 - 八草駅 系統 ： 山口郵便局バス停[注釈 1]

- 山口郵便局バス停

### 道路
町内を国道・県道は走っていない。

## 施設
- やまぐち保育園 ： 2019年（平成31年）4月開園[19]。社会福祉法人菱野団地子どもセンターが運営している。定員は19人[20]。
- 本泉寺[8] ： 浄土真宗高田派。創建は1283年（弘安6年）。現在の境内地は、上菱野城（山口城）があった場所であり、三方を山や尾根で囲まれ、南側に堀や土塁を配した痕跡が見られる[21]。
- あさい病院 ： 医療法人宏和会が運営する総合病院。かつて東権現町にあった浅井病院が2004年（平成16年）に新築移転[22]。
- 瀬戸信用金庫 山口支店 ： 金融機関（店舗）コードは1554（044）。窓口は平日のみ。ATMは土日祝も営業[23]。
- 幡山東児童遊園 ： 町の東部にある公園。ブランコ・すべり台・鉄棒・ジャングルジムがある。
- 武田信玄碑（史跡）： 昭和の初め頃、子供の供養や虫封じのために町内の人が建てた石碑を現地に移したものといわれる[21]。

- やまぐち保育園
- 本泉寺
- あさい病院
- 瀬戸信用金庫 山口支店
- 幡山東児童遊園
- 武田信玄碑（史跡）

## その他

### 日本郵便
- 郵便番号 : 489-0866[6]（集配局：瀬戸郵便局[24]）。